# Comuna Țehiv, Horohiv
Țehiv (în ucraineană Цегів) este o comună în raionul Horohiv, regiunea Volînia, Ucraina, formată din satele Borociîce, Silțe, Șîroke și Țehiv (reședința).

## Demografie
Componența lingvistică a satului Țehiv
     Ucraineană (99,64%)
     Alte limbi (0,28%)
Conform recensământului din 2001, majoritatea populației satului Țehiv era vorbitoare de ucraineană (99,64%), existând în minoritate și vorbitori de alte limbi.